# Gafanha da Boa Hora
Gafanha da Boa Hora es una freguesia portuguesa del concelho de Vagos, con 37,10 km² de superficie y 2.277 habitantes (2001). Su densidad de población es de 61,4 hab/km².